# Наследники (пьеса)
«Наследники» (Inheritors) — пьеса в трёх актах, написанная американской женщиной-драматургом Сьюзен Гласпелл. Впервые исполнена в 1921 году в экспериментальном театре «Провинстаун Плейхаус» на мысе Кейп-Код.
В пьесе рассказывается о наследии идеалистического фермера, который завещал свои земли и имущество на создание колледжа. Через сорок лет его внучка отстаивает права индийских студентов в колледже, основанном её дедом. Она ставит под угрозу финансирование колледжа и вступает в конфликт с дядей, президентом попечительского фонда. Она идёт против желаний собственной семьи и, как следствие, сама попадает в тюрьму.

## Сюжет
Первый акт посвящен историческим событиям конца XIX века. Семья Мортон обосновалась на Среднем Западе в долине реки Миссисипи. Бабушка Мортон рассказывает об этих местах, ранее принадлежавшим индейцам, пока те не продали их правительству США. Из-за несогласия со сделкой части индейских племён началась война под предводительством Чёрного Ястреба. Сын бабушки Мортон, Сайлас, решает основать колледж в память о Чёрном Ястребе и своём друге — венгерском революционере Феликсе Феджевари.
Второй акт переносит действие в современность — 1920-е годы. Сын Феликса Фердживари, богатый банкир и президент попечительского фонда Мортон-колледжа, ищет государственной поддержки. Для этого ему нужно избавиться от «непатриотичных» студентов и профессора. Маделин, внучка Сайласа Мортона и студентка колледжа, борется за права индийских студентов, протестовавших против британской политики в Индии.
Третий акт — день совершеннолетия Маделин. Её ждёт суд за антиамериканскую деятельность. Дядя Феликс может помочь, если Маделин к нему обратится, но в разговорах с близкими она приходит к решению, что, возможно, только тюрьма даст ей свободу.

## Действующие лица
- Смит
- Бабушка — мать Саласа Мортона
- Феликс Феджевари I
- Сайлас Мортон
- Феликс — сын Феликса Феджевари I
- Сенатор Льюис — сенатор штата
- Дорис — студентка колледжа
- Фасси — студентка колледжа
- Маделин Феджевари Мортон
- Тётя Изабель — жена Феликса Феджевари II
- Гарри — студент
- Профессор Холден
- Айра Мортон — сын Сайласа Мортона
- Эмиль Джонсон

## Создание и постановка
Пьеса была написана в годы после Первой мировой войны, когда в США проводилась антикоммунистическая и патриотическая кампания. Этим произведением Гласпелл ставила вопрос о подрыве в обществе свободы слова и права личности отстаивать свои убеждения, затрагивала национальные и расовые вопросы. Главной большей части пьесы героиней выбрана молодая девушка, становящаяся совершеннолетней, взросление — ещё одна линия, заложенная в сюжете.
Пьеса была впервые поставлена в театре «Провинстаун Плейхаус» 27 апреля 1921 года. Роль Сайласа Мортона сыграл муж Гласпелл, Джордж Крэм Кук.
Возвращение на театральную сцену состоялось в Нью-Йорке в 1983 году в театре Mirror Repertory. Затем он был показан в 1997 году в лондонском Orange Tree Theatre и в 2005 году в нью-йоркском Metropolitan Playhouse.
Пьеса была переработана Обществом Сьюзен Гласпелл в четырёхчастную (переложение выполнила Айрис Смит Фишер, второй акт разделён на две сцены) и предоставлена театральным компаниям для бесплатного использования.